# أبا (أساطير هندية)
أبا (باللاتينية: Aba) أو نانابيزا (بالإنجليزية: Nanapesa)‏ أو هوشتاهلي (بالإنجليزية: Hushtahli، من هاشي بمعنى الشمس، وتاهلي بمعنى تأدية مهمَّة)‏، في أساطير قوم تشوكتاو بقارة أمريكا الشمالية هي الروح العظيمة التي خلقت السموات والأرض. ترتبط الروح أبا بأساطير عديدة، منها أسطورة النمل، حيث أنقذت أبا النمل من الانقراض فوق جبل البداية الشاهق بأن سدَّت كل منافذ الجبل التي يأتي منها أعداء النمل.